# تقنية أم أو أس 4510

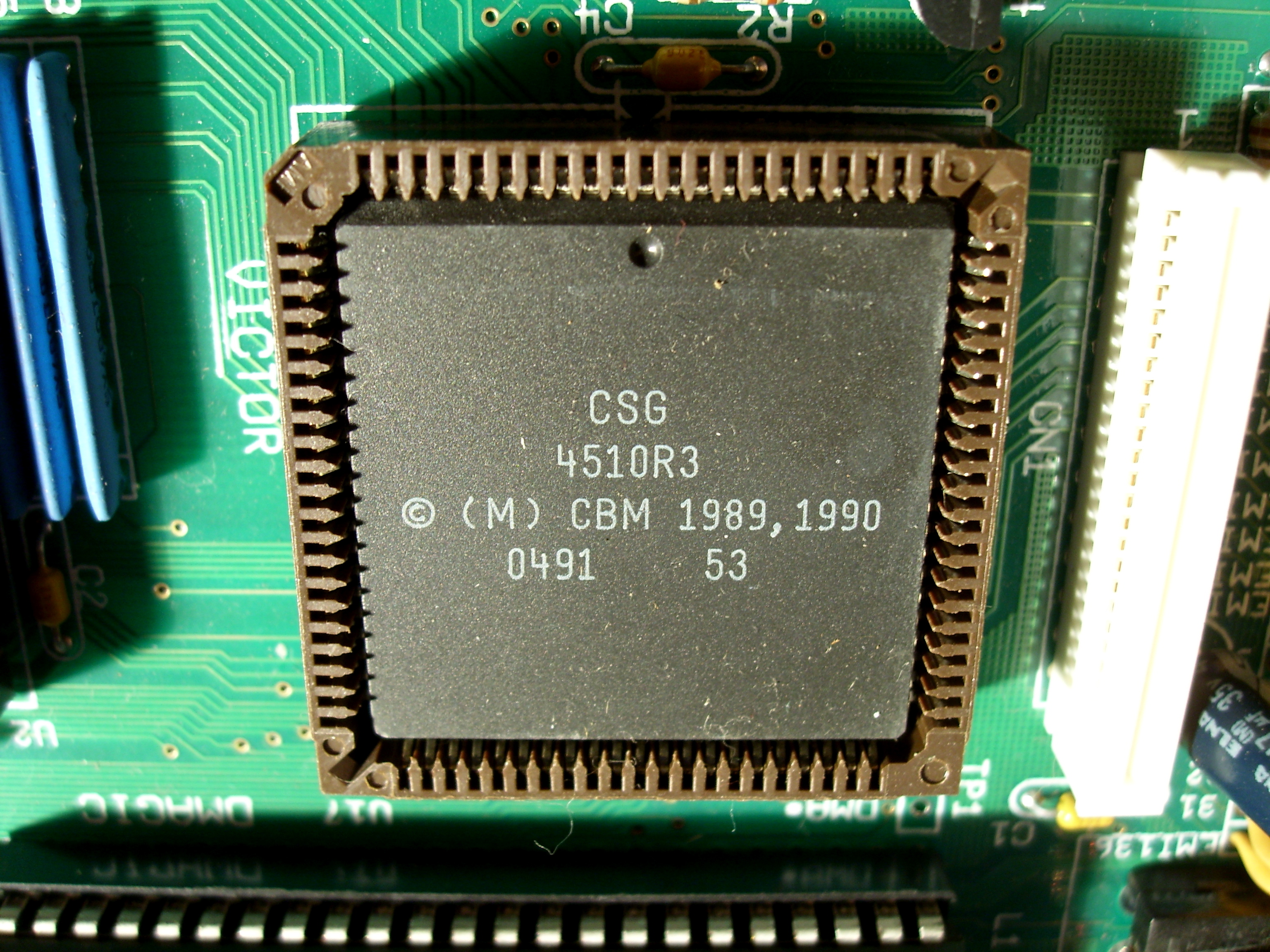
تقنية أم أو أس 4510

تقنية أم أو أس 4510 هي شريحة حاسوب دقيق أنتجتها أم أو أس و أستخدمت في حاسوب كومودور 65 8-بت المنزلي/الشخصي (لم يتم إطلاقة). كان 4510 عبارة عن وحدة معالجة البيانات تقنية أم أو أس 65CE02 مع اثنان من 6526 CIA (محولات مدخلات/مخرجات) على الشريحة.